# Altharlingersiel
Altharlingersiel ist ein Ortsteil der Gemeinde Neuharlingersiel im Landkreis Wittmund in Ostfriesland.

## Lage
Altharlingersiel liegt zwischen Neuharlingersiel und Carolinensiel am Altharlinger Sieltief, das eines der wenigen natürlichen Gewässer in der flachen Marsch ist.

## Geschichte

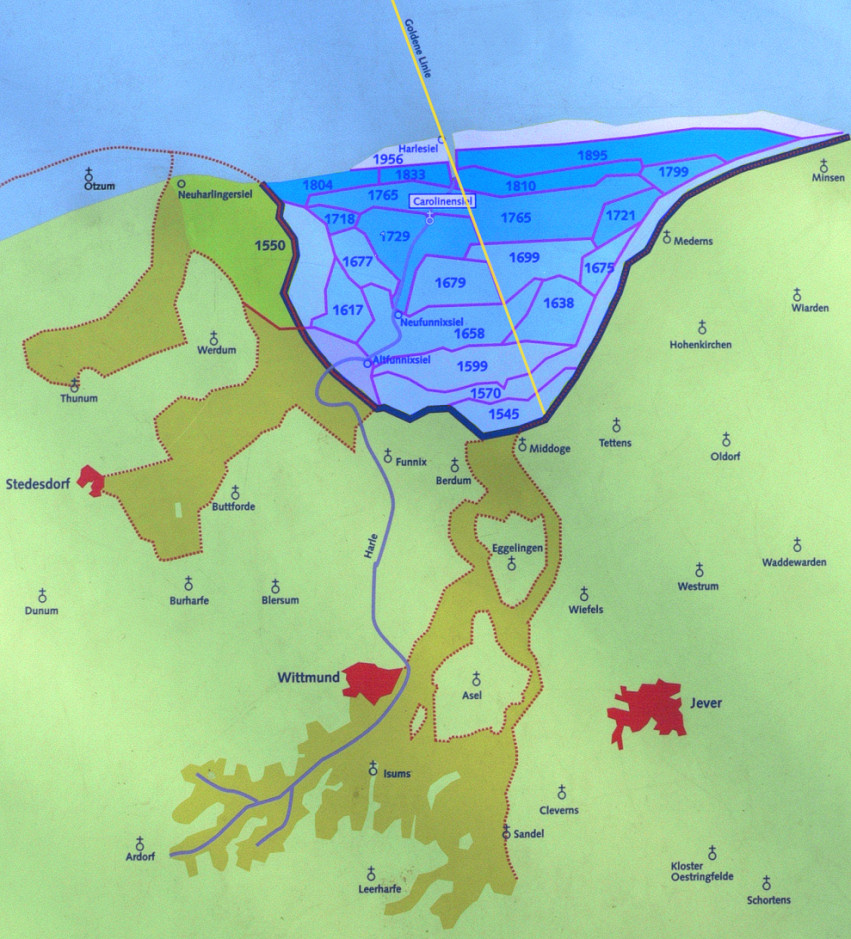
Ehemalige Harlebucht

Der Ort entstand um 1550 am Rand der ehemaligen Harlebucht und diente als Sielort zur Entwässerung des Falstertiefs, das in die Harlebucht mündete. Die zunehmende Verlandung des Außentiefs vor dem Sielhafen führte 1693 zur Aufgabe der Hafen- und Sielfunktion und zur Eindeichung eines weiteren Teils der Harlebucht. Dazu entstand rund vier Kilometer nordwestlich des Ortes ein neuer Sielhafen im heutigen Neuharlingersiel.
Am 1. Februar 1972 wurde die bis dahin selbstständige Gemeinde Altharlingersiel zusammen mit der Gemeinde Ostbense in die Gemeinde Neuharlingersiel eingegliedert.
Seit dem 6. Februar 1985 darf der Ort die Prädikatisierung „staatlich anerkannter Küstenbadeort“ führen.

## Sehenswürdigkeiten
Im Zuge der Dorferneuerung 2005 entstand eine symbolische Hafenmauer mit einem Schmiedegeländer, die den ehemaligen Verlauf des historischen Sielhafens nachzeichnet und verdeutlicht.